# رحبة (مأرب)

تعديل مصدري - تعديل

رحبة هي مدينة يمنية تتبع محافظة مأرب، بلغ تعداد سكانها 866 نسمة حسب الإحصاء الذي أجري عام 2004.